# Електронегативност
Електронегативност, симбол χ, мера је тенденције привлачења електрона (или електронске густине) преко атома датог елемента, када он гради молекул са атомима других елемената. Хемијски елемент са већом електронегативношћу „довлачи“ до себе електроне који граде други атом што доводи до поларизације једињења. У неким случајевима када се електронегативности веома разликују (нпр. натријум и хлор), долази до потпуног преласка електрона на електронегативнији атом, што одводи до настанка јонских једињења. На електронегативност атома утиче његов атомски број и удаљеност на којој се његови валентни електрони налазе од наелектрисаног језгра. Што је већи придружени број електронегативности, то више атом или супституентна група привлачи електроне према себи.
На најосновнијем нивоу, електронегативност је одређена факторима попут нуклеарног набоја (што више протона има атом, то ће више „повлачити” електроне) и броја/локације других електрона присутних у атомским љускама (што више електрона има један атом, то су даље од језгра валентни електрони, и као резултат мање позитивног набоја они доживљавају - због веће удаљености од језгра, и због тога што остали електрони у орбиталама ниже енергије делују да заштите валентне електроне од позитивно набијеног језгра).
Супротност електронегативности је електропозитивност: мера способности елемента да донирају електроне. Израз „електронегативност” је увео Јонс Јакоб Берзелиус 1811. године, иако је концепт био познат и пре тога и проучавали су га многи хемичари, укључујући Авогадра. Упркос својој дугој историји, тачна скала електронегативности развијена је тек 1932. године, када је Лајнус Полинг предложио скалу електронегативности, која зависи од енергије везе, као развој теорије валентне везе. Показано је да је корелисана са бројним другим хемијским својствима. Електронегативност се не може директно мерити и мора се израчунати из других атомских или молекуларних својстава. Предложено је неколико метода прорачуна, и иако могу бити мале разлике у бројчаним вредностима електронегативности, све методе показују исте периодичне трендове између елемената.
Најчешће коришћена метода прорачуна је она коју је првотно предложио Лајнус Полинг. То даје бездимензионалну количину, која се обично назива Полингова скала, на релативној скали која се креће од 0,79 до 3,98 (водоник = 2,20). Када се користе друге методе израчунавања, уобичајено је (иако није обавезно) да се резултати наведу на скали која покрива исти распон бројних вредности: то је познато као електронегативност у Полинговим јединицама.
Као што се обично израчунава, електронегативност није својство самог атома, већ својство атома у молекулу. Својства слободног атома укључују енергију јонизације и афинитет електрона. Може се очекивати је да ће се електронегативност елемента разликовати у зависности од његовог хемијског окружења, али обично се сматра преносивим својством, односно да ће сличне вредности бити валидне у различитим ситуацијама.

## Електронегативности елемената
Постоји више начина на које се мери електронегативност. Прва је Паулингова скала. Ова скала није потпуно прецизна и дешава се да се на основу ње могу донети погрешни закључци.
Бољу скалу је предложио Алред, који је израчунао електронегативност на основу атомског броја и ковалентног радијуса атома.
Разлике између скале Алреда и Паулинга долази и до 0,5.
| 2,1 |     |     |     |     |     |     |     |     |     |     |     |     |     |     |     |     | - He |
| 1,0 | 1,5 |     |     |     |     |     |     |     |     |     |     | 2,0 | 2,5 | 3,0 | 3,5 | 4,0 | -    |
| 0,9 | 1,2 |     |     |     |     |     |     |     |     |     |     | 1,5 | 1,8 | 2,1 | 2,5 | 3,0 | -    |
| 0,8 | 1,0 | 1,3 | 1,5 | 1,6 | 1,6 | 1,5 | 1,8 | 1,8 | 1,8 | 1,9 | 1,6 | 1,6 | 1,8 | 2,0 | 2,4 | 2,8 | 3,0  |
| 0,8 | 1,0 | 1,3 | 1,4 | 1,6 | 1,8 | 1,9 | 2,2 | 2,2 | 2,2 | 1,9 | 1,7 | 1,7 | 1,8 | 1,8 | 1,9 | 2,5 | 2,7  |
| 0,7 | 0,9 | *   | 1,3 | 1,5 | 1,7 | 1,9 | 2,2 | 2,2 | 2,2 | 2,4 | 1,9 | 1,8 | 1,8 | 1,9 | 2,0 | 2,2 | -    |
| 0,7 | 0,9 | **  | ?   | ?   | ?   | ?   | ?   | ?   | ?   | ?   | ?   |     |     |     |     |     |      |

| Лантаноиди* | 1,1 | 1,1 | 1,1 | 1,2 | ?   | 1,2 | ?   | 1,1 | 1,2 | ? | 1,2 | 1,2 | 1,2 | 1,1 | ? |  |
| Актиноиди** | 1,1 | 1,3 | 1,5 | 1,7 | 1,3 | 1,3 | 1,3 | ?   | ?   | ? | ?   | ?   | ?   | ?   | ? |  |

Боје:
| 0,0 | 0,2 | 0,4 | 0,6 | 0,8 | 1,0 | 1,2 | 1,4 | 1,6 | 1,8 | 2,0 | 2,2 | 2,4 | 2,6 | 2,8 | 3,0 | 3,2 | 3,4 | 3,6 | 3,8 | 4,0 |